# ГЕС Bersimis 2
ГЕС Bersimis 2 — гідроелектростанція у канадській провінції Квебек. Знаходячись після ГЕС Bersimis 1, становить нижній ступінь каскаду на річці Betsiamites, яка за три сотні кілометрів на північний схід від міста Квебек впадає ліворуч до річки Святого Лаврентія (дренує Великі озера).
У межах проекту річку перекрили бетонною гравітаційною греблею висотою 83 метри та довжиною 640 метрів. Разом з двома земляними дамбами висотою по 23 метри та довжиною 1158 метрів і 1006 метрів вона утримує водосховище з площею поверхні 38,1 км2 та об'ємом 1617 млн м3.
Від правобережної дамби ресурс через тунель подається за 0,9 км до розташованого на березі Betsiamites наземного машинного залу (при цьому відстань між ним та греблею по руслу становить 3,3 км).
Основне обладнання станції становлять п'ять турбін типу Френсіс потужністю по 169 МВт, які використовують напір у 116 метрів.